# 2011-es GP2 spanyol nagydíj
A 2011-es GP2 spanyol nagydíj volt a 2011-es GP2-szezon második versenye, amelyet 2011. május 20. és május 22. között rendeztek meg a spanyolországi Circuit de Catalunyán, Barcelonában, a 2011-es Formula–1 spanyol nagydíj betétfutamaként.

## Időmérő
| Helyezés | Rajtszám | Versenyző           | Csapat                  | Idő        | Rajthely |
| -------- | -------- | ------------------- | ----------------------- | ---------- | -------- |
| 1        | 5        | Jules Bianchi       | Lotus ART               | 1:30.369   | 11 *     |
| 2        | 4        | Giedo van der Garde | Barwa Addax Team        | 1:30.473   | 1        |
| 3        | 9        | Sam Bird            | iSport International    | 1:30.488   | 2        |
| 4        | 3        | Charles Pic         | Barwa Addax Team        | 1:30.616   | 3        |
| 5        | 11       | Romain Grosjean     | DAMS                    | 1:30.807   | 4        |
| 6        | 27       | Davide Valsecchi    | Team AirAsia            | 1:30.820   | 5        |
| 7        | 7        | Dani Clos           | Racing Engineering      | 1:30.927   | 6        |
| 8        | 10       | Marcus Ericsson     | iSport International    | 1:30.935   | 7        |
| 9        | 21       | Stefano Coletti     | Trident Racing          | 1:30.974   | 8        |
| 10       | 17       | Luca Filippi        | Super Nova Racing       | 1:31.084   | 9        |
| 11       | 24       | Max Chilton         | Carlin                  | 1:31.192   | 10       |
| 12       | 14       | Josef Král          | Arden International     | 1:31.447   | 12       |
| 13       | 26       | Luiz Razia          | Team AirAsia            | 1:31.513   | 13       |
| 14       | 18       | Michael Herck       | Scuderia Coloni         | 1:31.527   | 14       |
| 15       | 8        | Álvaro Parente      | Racing Engineering      | 1:31.636   | 15       |
| 16       | 6        | Esteban Gutiérrez   | Lotus ART               | 1:31.645   | 16       |
| 17       | 19       | Kevin Ceccon        | Scuderia Coloni         | 1:31.670   | 17       |
| 18       | 20       | Rodolfo González    | Trident Racing          | 1:31.694   | 18       |
| 19       | 22       | Kevin Mirocha       | Ocean Racing Technology | 1:31.757   | 19       |
| 20       | 12       | Pål Varhaug         | DAMS                    | 1:31.779   | 20       |
| 21       | 16       | Fairuz Fauzy        | Super Nova Racing       | 1:31.821   | 21       |
| 22       | 15       | Jolyon Palmer       | Arden International     | 1:31.822   | 22       |
| 23       | 25       | Mihail Aljosin      | Carlin                  | 1:31.977   | 23       |
| 24       | 2        | Julián Leal         | Rapax                   | 1:32.934   | 25 **    |
| 25       | 23       | Johnny Cecotto, Jr. | Ocean Racing Technology | 1:33.246   | 24       |
| 26       | 1        | Fabio Leimer        | Rapax                   | idő nélkül | 26       |

* Jules Bianchi tízhelyes rajtbüntetést kapott sárgazászlós figyelmeztetés figyelmen kívül hagyása miatt.

** Julián Leal tízhelyes rajtbüntetést kapott a török nagydíj sprintversenyén okozott baleset miatt.

## Főverseny
| Helyezés | Rajtszám | Versenyző           | Csapat                  | Futott kör | Idő/Kiesés oka | Rajthely | Pont  |
| -------- | -------- | ------------------- | ----------------------- | ---------- | -------------- | -------- | ----- |
| 1        | 3        | Charles Pic         | Barwa Addax Team        | 34         | 1:00:32.817    | 3        | 10    |
| 2        | 4        | Giedo van der Garde | Barwa Addax Team        | 34         | +1.444         | 1        | 8+2+1 |
| 3        | 9        | Sam Bird            | iSport International    | 34         | +2.773         | 2        | 6     |
| 4        | 27       | Davide Valsecchi    | Team AirAsia            | 34         | +10.011        | 5        | 5     |
| 5        | 10       | Marcus Ericsson     | iSport International    | 34         | +10.518        | 7        | 4     |
| 6        | 7        | Dani Clos           | Racing Engineering      | 34         | +16.534        | 6        | 3     |
| 7        | 5        | Jules Bianchi       | Lotus ART               | 34         | +16.979        | 11       | 2     |
| 8        | 1        | Fabio Leimer        | Rapax                   | 34         | +17.419        | 26       | 1     |
| 9        | 14       | Josef Král          | Arden International     | 34         | +21.726        | 12       |       |
| 10       | 21       | Stefano Coletti     | Trident Racing          | 34         | +24.492        | 8        |       |
| 11       | 8        | Álvaro Parente      | Racing Engineering      | 34         | +24.715        | 15       |       |
| 12       | 24       | Max Chilton         | Carlin                  | 34         | +25.349        | 10       |       |
| 13       | 16       | Fairuz Fauzy        | Super Nova Racing       | 34         | +25.841        | 21       |       |
| 14       | 23       | Johnny Cecotto, Jr. | Ocean Racing Technology | 34         | +28.469        | 24       |       |
| 15       | 12       | Pål Varhaug         | DAMS                    | 34         | +35.890        | 20       |       |
| 16       | 25       | Mihail Aljosin      | Carlin                  | 34         | +37.837        | 23       |       |
| 17       | 2        | Julián Leal         | Rapax                   | 34         | +38.135        | 25       |       |
| 18       | 15       | Jolyon Palmer       | Arden International     | 34         | +38.723        | 22       |       |
| 19       | 19       | Kevin Ceccon        | Scuderia Coloni         | 34         | +39.033        | 17       |       |
| 20       | 20       | Rodolfo González    | Trident Racing          | 34         | +41.999        | 18       |       |
| 21       | 22       | Kevin Mirocha       | Ocean Racing Technology | 33         |                | 19       |       |
| Ki       | 18       | Michael Herck       | Scuderia Coloni         | 21         | Baleset        | 14       |       |
| Ki       | 6        | Esteban Gutiérrez   | Lotus ART               | 21         | Baleset        | 16       |       |
| Ki       | 26       | Luiz Razia          | Team AirAsia            | 11         |                | 13       |       |
| Ki       | 17       | Luca Filippi        | Super Nova Racing       | 0          | Baleset        | 9        |       |
| Kiz      | 11       | Romain Grosjean     | DAMS                    | 34         | Kizárták *     | 4        |       |

* Romain Grosjean-t kizárták a versenyből, mert az autója nem felelt meg a műszaki előírásoknak.

## Sprintverseny
| Helyezés | Rajtszám | Versenyző           | Csapat                  | Futott kör | Idő/Kiesés oka | Rajthely | Pont |
| -------- | -------- | ------------------- | ----------------------- | ---------- | -------------- | -------- | ---- |
| 1        | 1        | Fabio Leimer        | Rapax                   | 26         | 45:26.885      | 1        | 6+1  |
| 2        | 7        | Dani Clos           | Racing Engineering      | 26         | +10.190        | 3        | 5    |
| 3        | 10       | Marcus Ericsson     | iSport International    | 26         | +20.711        | 4        | 4    |
| 4        | 27       | Davide Valsecchi    | Team AirAsia            | 26         | +20.926        | 5        | 3    |
| 5        | 9        | Sam Bird            | iSport International    | 26         | +27.339        | 6        | 2    |
| 6        | 16       | Fairuz Fauzy        | Super Nova Racing       | 26         | +38.974        | 13       | 1    |
| 7        | 8        | Álvaro Parente      | Racing Engineering      | 26         | +40.280        | 11       |      |
| 8        | 12       | Pål Varhaug         | DAMS                    | 26         | +41.855        | 15       |      |
| 9        | 11       | Romain Grosjean     | DAMS                    | 26         | +41.925        | 26       |      |
| 10       | 20       | Rodolfo González    | Trident Racing          | 26         | +51.503        | 20       |      |
| 11       | 24       | Max Chilton         | Carlin                  | 26         | +52.553        | 12       |      |
| 12       | 6        | Esteban Gutiérrez   | Lotus ART               | 26         | +1:02.219      | 25 *     |      |
| 13       | 23       | Johnny Cecotto, Jr. | Ocean Racing Technology | 26         | +1:03.298      | 14       |      |
| 14       | 2        | Julián Leal         | Rapax                   | 26         | +1:03.416      | 17       |      |
| 15       | 19       | Kevin Ceccon        | Scuderia Coloni         | 26         | +1:03.604      | 19       |      |
| 16       | 22       | Kevin Mirocha       | Ocean Racing Technology | 26         | +1:04.895      | 21       |      |
| 17       | 15       | Jolyon Palmer       | Arden International     | 26         | +1:05.099      | 18       |      |
| 18       | 25       | Mihail Aljosin      | Carlin                  | 26         | +1:19.938      | 16       |      |
| 19       | 3        | Charles Pic         | Barwa Addax Team        | 26         | +1:26.905      | 8        |      |
| 20       | 21       | Stefano Coletti     | Trident Racing          | 24         | Baleset        | 10       |      |
| 21       | 14       | Josef Král          | Arden International     | 24         | Baleset        | 9        |      |
| Ki       | 26       | Luiz Razia          | Team AirAsia            | 22         |                | 23       |      |
| Ki       | 17       | Luca Filippi        | Super Nova Racing       | 21         | Baleset        | 24       |      |
| Ki       | 18       | Michael Herck       | Scuderia Coloni         | 12         | Baleset        | 22       |      |
| Ki       | 5        | Jules Bianchi       | Lotus ART               | 0          | Baleset        | 2        |      |
| Ki       | 4        | Giedo van der Garde | Barwa Addax Team        | 0          | Baleset        | 7        |      |

* Esteban Gutiérrez a főversenyen okozott baleset miatt tízhelyes rajtbüntetést kapott.

## A világbajnokság élmezőnyének állása a verseny után
| Helyezés | Versenyző           | Pont |                      | Csapat | Pont |
| -------- | ------------------- | ---- | -------------------- | ------ | ---- |
| 1        | Giedo van der Garde | 21   | Barwa Addax Team     | 36     |      |
| 2        | Sam Bird            | 21   | iSport International | 29     |      |
| 3        | Charles Pic         | 15   | DAMS                 | 13     |      |
| 4        | Romain Grosjean     | 13   | Team AirAsia         | 11     |      |
| 5        | Stefano Coletti     | 10   | Trident Racing       | 10     |      |